# Львовское (Полтавская область)
Львовское (укр. Львівське) — село, Ланновский сельский совет, Карловский район,
Полтавская область, Украина.
Код КОАТУУ — 5321682504. Население по переписи 2001 года составляло 253 человека.

## Географическое положение
Село Львовское находится на расстоянии в 2 км от села Кумы.